# جورجو فالتی
جورجو فالتی (ایتالیایی: Giorgio Faletti؛ ‏۲۵ نوامبر ۱۹۵۰ – ۴ ژوئیهٔ ۲۰۱۴) خواننده، بازیگر و رمان‌نویس اهل ایتالیا بود.
از جمله فیلم‌های او می‌توان به معجزه ایتالیایی، درایو این، باریا و جپو، مرد مجنون اشاره کرد.